# Пианенго
Пианѐнго (на италиански: Pianengo, на местен диалект: Pianench, Пианенк) е малко градче и община в Северна Италия, провинция Кремона, регион Ломбардия. Разположено е на 83 m надморска височина. Населението на общината е 2528 души (към 2010 г.).